# شغور عرضي
في السياسة، يعرف الشغور العرضي (عرضي بمعنى «عن طريق الصدفة») بأنه الحالة التي يصبح فيها أحد المقاعد في مجلس تداول ما شاغرًا أثناء فترة انعقاد المجلس. ويظهر الشغور العرضي عند موت أحد الأعضاء الحاليين أو استقالته أو تجريده من الأهلية.
ويتسم الشغور العرضي بتأثير القضاء على أو تقليل تمثيل العضو في الدوائر الانتخابية. وهكذا، فإن العديد من الولايات القضائية التي يوفرها القانون تضمن ملء المقاعد الشاغرة بسرعة.
كما قد يظهر الشغور العرضي في المجالس غير الحكومية، مثل مجالس الإدارة ولجان المنظمات التطوعية.

## فيأستراليا
في البرلمان الأسترالي، يظهر الشغور العرضي لأي عضو في أي مجلس للنواب والشيوخ عندما:
- يموت.
- يستقيل بعد منتصف المدة.[1]
- يطرد من البرلمان ويعلن مقعده شاغراً.
- يتغيب عن المجلس دون الحصول على إذن منه لمدة شهرين متتاليين من الجلسات.
- يكون غير مؤهل.

## فينيوزيلندا
اعتبارًا من 2008، يتميز مجلس نواب نيوزيلندا بوجود 70 مقعدًا يمثل أعضاؤها دوائر انتخابية جغرافية، و52 مقعدًا إضافيًا يتم انتخابهم من قوائم الأحزاب. ويتم ملء المقعد الشاغر من «المقاعد الانتخابية» الـ 70 عن طريق إجراء انتخابات فرعية. في معظم الحالات، يجب إصدار الأمر القضائي بإجراء الانتخابات الفرعية في غضون 21 يومًا من الإخطار بشغور المقعد. إلا أن الانتخابات الفرعية غير ضرورية إذا كان من المقرر إنهاء الدورة البرلمانية في غضون ستة أشهر.
وعلى النقيض، إذا كان الشغور في أحد «مقاعد القائمة»، يعوضه المرشح التالي على القائمة التي قدمها الحزب الذي كان قد حصل على هذا المقعد.

## فيالولايات المتحدة
ليس من الشائع استخدام عبارة «الشغور العرضي» في الولايات المتحدة. حيث يتطلب ملء المقعد الشاغر في مجلس النواب الأمريكي إجراء انتخابات خاصة. كما يتطلب الدستور أن تصدر السلطة التنفيذية بالولاية المعنية أمرًا قضائيًا لإجراء الانتخابات.
وينص التعديل السابع عشر على أن المقاعد الشاغرة في مجلس الشيوخ تملؤها أيضًا انتخابات عامة، مع السماح للمجلس التشريعي بالولاية المعنية بإصدار قوانين تخول لحاكم الولاية تعيين عضو مؤقت بمجلس الشيوخ حتى إجراء الانتخابات العامة.